# Eu, Ela e um Milhão de Seguidores
Eu, Ela e um Milhão de Seguidores é uma sitcom. O programa estreou dia 5 de dezembro, às 22h, no canal Multishow, indo ao ar de segunda a sexta-feira.

## Sinopse
Michel (Rafinha Bastos) e Luisa (Paloma Duarte) são um casal apaixonado, mas a vida conjugal vira do avesso quando Luisa decide virar blogueira e é capaz de tudo pra conquistar 1 milhão de seguidores.

## Elenco
| Ator/Atriz      | Personagem                      |
| --------------- | ------------------------------- |
| Rafinha Bastos  | Michel Goldenberg               |
| Palomma Duarte  | Luísa Goldenberg (Luli Gold)    |
| Grace Gianoukas | Ruth Goldenberg                 |
| Rodrigo Lopéz   | Eduardo Melo (Duda)             |
| Samya Pascotto  | Maria Eduarda Goldenberg (Duda) |

### Participações especiais
| Ator/Atriz         | Personagem |
| ------------------ | ---------- |
| Gabi Lopes         | Tina       |
| Natallia Rodrigues | Camila     |